# Medgiftsby
Medgiftsby (tjekkisk: věnné město) var en by i Bøhmen, der af en bøhmisk konge, blev viet til sin kone/dronningekonsort.
Dette blev nogle gange angivet med byens navn, som i tilfældet med Hradec Králové (Dronningens Slot), Dvůr Králové nad Labem (Dronningens Domstol på Elben) eller Městec Králové (Dronningens by). Andre velkendte tjekkiske medgiftsbyer er: Mělník, Chrudim, Jaroměř, Nový Bydžov, Polička, Trutnov og Vysoké Mýto.
Alle disse byer var blevet testamenteret af bøhmiske konger til deres koner siden begyndelsen af det 14. århundrede. De fleste af dem er placeret i det østlige Bøhmen.
- Hradec Králové, Chrudim og Vysoké Mýto blev givet til Elizabeth Richeza af Wenceslaus 2., senere donerede Karl 4. dem til Elizabeth af Pommern.
- Andre byer blev doneret senere, den sidste var Nový Bydžov i 1569.
- Siden 1603 blev de administreret adskilt fra andre kongebyer.
- Efter Slaget ved Det Hvide Bjerg (1621) begyndte deres betydning at forsvinde.
- I 1918 ophørte alle juridiske former for medgiftsbyer endelig med at eksistere.

Byernes historiske centre er velbevarede indtil i dag. Fra tid til anden arrangerer de kulturelle eller sportsbegivenheder i fællesskab.